# Heiligengrabe
Heiligengrabe é um município da Alemanha, situado no distrito de Ostprignitz-Ruppin, no estado de Brandemburgo. Tem 232,30 km² de área, e sua população em 2019 foi estimada em 4.370 habitantes.